# Пластюки
Пластюки (укр. Пластюки) — село,
Рыбальский сельский совет,
Ахтырский район,
Сумская область,
Украина.
Код КОАТУУ — 5920387508. Население по переписи 2001 года составляет 27 человек .

## Географическое положение
Село Пластюки находится на левом берегу реки Грунь,
выше по течению на расстоянии в 1 км расположено село Гнилица,
ниже по течению на расстоянии в 2,5 км расположено село Грунь.
На расстоянии в 1 км расположено село Беданы.

## История
История поселения (хутора) начинается с 17 века, на что указывают предметы местной утвари, найденных в крестьянских подворьях. В 1936 году исследования археологов Харьковского краеведческого музея показали, что на берегах тогда полноводной реки Грунь найден инвентарь жителей 16-го века.  Богатый хутор Пластюки уцелел после голода 30-х годов прошлого века, дважды горел во время Второй мировой войны. Немногие спасшиеся жители хутора отправляли детей после войны  учиться в ближайшие районные и областные центры. Село Грунь, исторический прародитель хутора, является вотчиной Остапа Вишни, писателя Украины,  его именем названа библиотека, которую сейчас посещают около 400 жителей села. Фамильная история малого хутора - свидетельство большой преемственности нашего поколения.